# Fjellbergella tuxeni
Fjellbergella tuxeni är en urinsektsart som beskrevs av Josef Nosek 1980. Fjellbergella tuxeni ingår i släktet Fjellbergella och familjen lönntrevfotingar. Inga underarter finns listade i Catalogue of Life.